# Léo Baptistão
Leonardo Carrilho Baptistão, meglio noto come Léo Baptistão (Santos, 26 agosto 1992), è un calciatore brasiliano, con passaporto spagnolo, attaccante dell'Almería.

## Caratteristiche tecniche
Seconda punta di ruolo, può giocare anche come prima punta e come ala destra.

## Carriera

### Club

#### Rayo Vallecano
Il 2 ottobre del 2011 esordisce nella squadra riserve del Rayo Vallecano, società che milita in Segunda División B, terza serie del campionato spagnolo. Sostituisce Princeton Owusu-Ansah all'inizio del secondo tempo contro la squadra riserve del Getafe, partita persa per 1-3. Il 15 gennaio 2012, partito titolare e alla sua quinta presenze in campionato, sigla la sua prima rete nella sfida contro l'RSD Alcalá vinta per 0-2. Tra il 29 gennaio e il 4 febbraio va a segno in due partite consecutive contro la squadra riserve dello Sporting Gijón (2-4) e il Conquense (2-1). Il 26 febbraio, nella partita di ritorno contro il Getafe II, realizza la sua quarta ed ultima rete stagionale chiudendo la stagione con 17 presenze e 4 marcature.
Il 25 agosto fa il suo debutto nella Liga, contro il Real Betis, realizzando il gol dell'1-2 che consente al Rayo Vallecano di ottenere i tre punti.
Il 21 ottobre mette a segno una doppietta ai danni dell'Espanyol (incontro perso 3-2), realizzando la sua quarta rete in sette partite.

#### Atletico Madrid
Il 18 settembre 2013 segna nella partita di Champions League vinta 3-1 dall'Atlético Madrid contro lo Zenit San Pietroburgo.

#### Prestiti a Betis Siviglia e Rayo Vallecano
Nella sessione invernale di calciomercato 2014, il giocatore viene mandato in prestito fino a giugno 2014 al Real Betis Balompié.
Dopo essere rientrato dal prestito al Betis e aver svolto tutto il precampionato con l'Atlético, durante la sessione di calciomercato estiva viene ceduto in prestito per un anno al Rayo Vallecano.

#### Prestito al Villarreal
L'8 luglio 2015 passa al Villarreal con la formula del prestito con diritto di riscatto, nell'ambito della trattativa che ha portato Luciano Vietto all'Atletico Madrid.

#### Espanyol
Il 9 luglio 2016 l'Espanyol ufficializza l'acquisto del giocatore.
Gioca la sua prima partita con il club il 20 agosto 2016 nella partita persa per 6-4 contro il Siviglia. Il 22 settembre 2016 contribuisce alla vittoria della squadra per 2-1 contro l'Osasuna con la sua prima rete stagionale.

#### Wuhan Zall
Nel mercato di gennaio 2019, si trasferisce in Cina al Wuhan Zall, per 6 milioni di euro.
Debutta in Superliga Cinese il 1 marzo 2019 contro il BJ Sinobo Guoan.
L'11 maggio 2019 apre le distanze nella trasferta contro il Dalian Yifang (terminata 1-2) realizzando così il suo primo gol nella competizione.

## Statistiche

### Presenze e reti nei club
Statistiche aggiornate al 1 giugno 2019.
| Stagione              | Squadra               | Campionato            | Campionato | Campionato | Coppe nazionali | Coppe nazionali | Coppe nazionali | Coppe internazionali | Coppe internazionali | Coppe internazionali | Altre coppe | Altre coppe | Altre coppe | Totale | Totale |
| Stagione              | Squadra               | Comp                  | Pres       | Reti       | Comp            | Pres            | Reti            | Comp                 | Pres                 | Reti                 | Comp        | Pres        | Reti        | Pres   | Reti   |
| --------------------- | --------------------- | --------------------- | ---------- | ---------- | --------------- | --------------- | --------------- | -------------------- | -------------------- | -------------------- | ----------- | ----------- | ----------- | ------ | ------ |
| 2011-2012             | Rayo Vallecano II     | SDB                   | 17         | 4          | -               | -               | -               | -                    | -                    | -                    | -           | -           | -           | 17     | 4      |
| 2012-2013             | Rayo Vallecano        | PD                    | 27         | 7          | CR              | 1               | 0               | -                    | -                    | -                    | -           | -           | -           | 28     | 7      |
| ago.2013-gen. 2014    | Atlético Madrid       | PD                    | 5          | 0          | CR              | 1               | 0               | UCL                  | 3                    | 1                    | SS          | 2           | 0           | 11     | 1      |
| gen.-giu. 2014        | Betis Siviglia        | PD                    | 17         | 1          | CR              | 1               | 0               | UEL                  | 4                    | 1                    | -           | -           | -           | 21     | 2      |
| 2014-2015             | Rayo Vallecano        | PD                    | 25         | 7          | CR              | 1               | 0               | -                    | -                    | -                    | -           | -           | -           | 28     | 7      |
| Totale Rayo Vallecano | Totale Rayo Vallecano | Totale Rayo Vallecano | 52         | 14         |                 | 2               | 0               |                      | -                    | -                    |             | -           | -           | 54     | 14     |
| 2015-2016             | Villarreal            | PD                    | 26         | 3          | CR              | 2               | 1               | UEL                  | 6                    | 2                    | -           | -           | -           | 34     | 6      |
| 2016-2017             | Espanyol              | PD                    | 21         | 6          | CR              | 1               | 0               | -                    | -                    | -                    | -           | -           | -           | 22     | 6      |
| 2017-2018             | Espanyol              | PD                    | 11         | 3          | CR              | 0               | 0               | -                    | -                    | -                    | -           | -           | -           | 11     | 3      |
| 2018-2019             | Espanyol              | PD                    | 20         | 2          | CR              | 4               | 1               | -                    | -                    | -                    | -           | -           | -           | 24     | 3      |
| Totale Espanyol       | Totale Espanyol       | Totale Espanyol       | 52         | 11         |                 | 5               | 1               |                      | -                    | -                    |             | -           | -           | 57     | 12     |
| 2019                  | Wuhan Zall            | CSL                   | 27         | 7          | -               | -               | -               | -                    | -                    | -                    | -           | -           | -           | 27     | 7      |
| 2020                  | Wuhan Zall            | CSL                   | 17         | 2          | -               | -               | -               | -                    | -                    | -                    | -           | -           | -           | 17     | 2      |
| ago. 2021             | Wuhan Zall            | CSL                   | 2          | 0          | -               | -               | -               | -                    | -                    | -                    | -           | -           | -           | 2      | 0      |
| Totale Wuhan Zall     | Totale Wuhan Zall     | Totale Wuhan Zall     | 46         | 9          |                 | -               | -               |                      | -                    | -                    |             | -           | -           | 46     | 9      |
| 2021                  | Santos                | A                     | 8          | 0          | CB              | 0               | 0               |                      | -                    | -                    |             | -           | -           | 8      | 0      |
| 2022                  | Santos                | A+A1/SP               | 17+6       | 5+1        | CB              | 4               | 0               | CS                   | 3                    | 1                    |             | -           | -           | 30     | 7      |
| Totale Santos         | Totale Santos         | Totale Santos         | 25+6       | 5+1        |                 | 4               | 0               |                      | 3                    | 1                    |             | -           | -           | 38     | 7      |
| 2022-2023             | Almería               | PD                    | 28         | 5          | CR              | 0               | 0               | -                    | -                    | -                    | -           | -           | -           | 28     | 5      |
| 2023-2024             | Almería               | PD                    | 8          | 3          | CR              | 0               | 0               | -                    | -                    | -                    | -           | -           | -           | 8      | 3      |
| Totale Almeria        | Totale Almeria        | Totale Almeria        | 36         | 8          |                 | 0               | 0               |                      | -                    | -                    |             | -           | -           | 36     | 8      |
| Totale carriera       | Totale carriera       | Totale carriera       | 282        | 56         |                 | 15              | 2               |                      | 16                   | 5                    |             | 2           | 0           | 315    | 63     |

## Palmares

### Club

#### Competizioni nazionali
- Campionato spagnolo: 1

Atlético Madrid: 2013-2014